# Los Frentones
La localidad de Los Frentones está ubicada en el departamento Almirante Brown, provincia del Chaco, Argentina; en el km 285 de la RN 16. A 275 km de la capital provincial Resistencia (Chaco).
Fue recategorizado a municipio de 2ª categoría por Ley N.º 2986-P sancionada el 20 de marzo de 2019.

## Toponimia
Es un homenaje a la nación originaria de los abipones, conocidos como los frentones debido a la particular manera de rasurarse el cabello hasta la mitad de la cabeza. Son una etnia amerindia, de la familia de los guaicurúes, estrechamente emparentados con tobas, mocovíes, pilagaes, payaguaes y mbayaes.

## Fiesta patronal
- Nuestra Señora del Rosario de Fátima, 13 de mayo.

## Vías de comunicación
La principal vía de comunicación es la Ruta Nacional 16 (asfaltada), que la comunica al sudeste con Pampa del Infierno y Resistencia, y al noroeste con Río Muerto y la provincia de Salta.

## Población
Su población era de 4712 habitantes (Indec, 2001), lo que más que duplica los 1990 habitantes (Indec, 1991) del censo anterior. En el municipio el total ascendía a los 6,610 habitantes (Indec, 2001).